# Veruanus verus
Veruanus verus är en tvåvingeart som beskrevs av Borgmeier 1971. Veruanus verus ingår i släktet Veruanus och familjen puckelflugor. Inga underarter finns listade i Catalogue of Life.